# Jaroslavské knížectví
Jaroslavské knížectví (rusky Ярославское княжество, Jaroslavskoje kňažestvo) bylo středověké ruské knížectví s hlavním městem Jaroslavl. Vzniklo v Kyjevské Rusi v roce 1218 a zaniklo v roce 1463 (existovalo de iure do roku 1471) připojením k Moskevskému velkoknížectví, kterému bylo předtím podřízeno.

## Historie
Jaroslavské knížectví vzniklo oddělením se od Vladimirsko-suzdalského knížectví, kdy bylo jeho území věnováno jednomu ze synů Konstantina Vsevolodoviče.

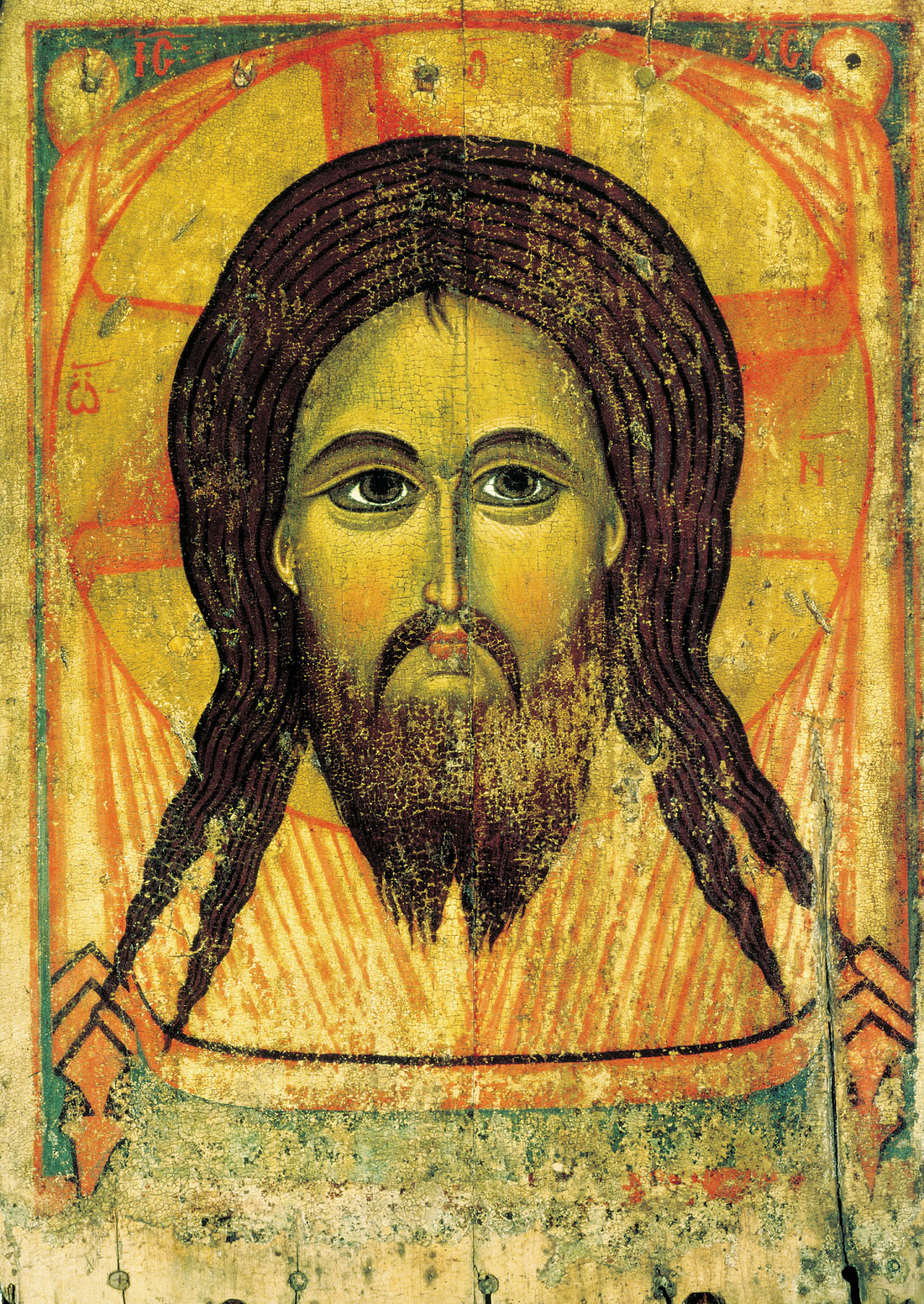
Obraz spasitele sloužil jaroslavským knížatům v bitvách jako prapor

V roce 1238 bylo knížectví napadeno Mongoly a město Jaroslavl jimi vydrancováno. V roce 1332 bylo napadeno moskevským knížetem Ivanem Kalitou na popud chána Zlaté hordy, který chtěl tehdejšího jaroslavského knížete Vasilije přinutit k poslušnosti Moskvě poté, co Vasilij uzavřel strategické spojenectví s Tverem a začal se honosit titulem velkoknížete, čímž jen dával najevo svůj záměr dosáhnout plné svrchovanosti. Poslední jaroslavský velkokníže Alexandr Fedorovič byl nucen přenechat nástupnictví Ivanovi III. a tím celé knížectví rozpadlé na úděly připadlo Moskevskému velkoknížectví.